# 台泥DAKA園區

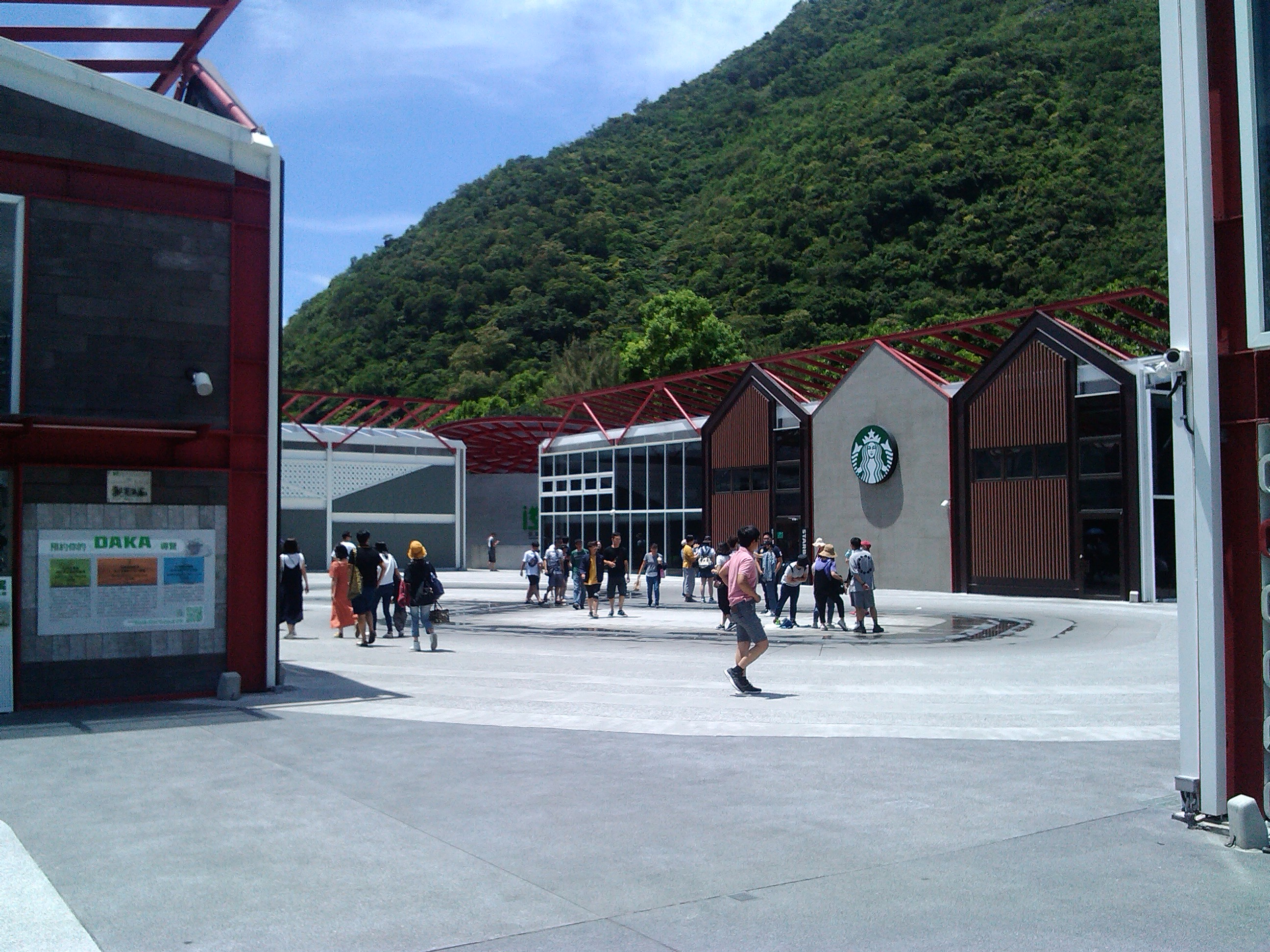

台泥DAKA園區，為台灣水泥旗下之台泥DAKA開放生態循環工廠，簡稱台泥DAKA，所在地於台灣花蓮縣秀林鄉和平村，位於台九線蘇花公路上的和平工業區及台鐵和平車站旁，於2020年1月9日開幕。
DAKA之意為太魯閣語裡「瞭望」的意思，園區內有7-11、星巴克等商家進駐，統一超商及星巴克每月提撥固定比例營收挹注和平永續慈善基金會提供在地急難救助，導覽收入及市集攤舖使用費投入和平環境教育專案，另外園區有利用太陽能裝置藝術旋轉發電、設置雨水循環的音樂噴水池，還有集結上百種鳳梨科植物的百鳳園，並在園內打造原民市集。

## 蘇花安和平—和中段爭議
交通部於2019年推動蘇花公路安全提升計畫（蘇花安），但花蓮縣秀林鄉部落居民對路線方案有不同意見，如和平村居民憂心和平—和中段之高架外環道會影響當地部落與DAKA園區之生計而表達反對，因此工程單位在當地舉行多場部落說明會溝通，台泥公司因利害關係而與和平村居民一同表示反對該路段改善。